# Trivalvaria kanjilalii
Trivalvaria kanjilalii är en kirimojaväxtart som beskrevs av Debika Das. Trivalvaria kanjilalii ingår i släktet Trivalvaria och familjen kirimojaväxter. Inga underarter finns listade i Catalogue of Life.